# Esther Howard
Esther Howard (Butte, 4 aprile 1892 – Los Angeles, 8 marzo 1965) è stata un'attrice statunitense.

## Filmografia parziale
- A Fool's Advice, regia di Ralph Ceder (1932)
- Oceano (Below the Sea), regia di Albert S. Rogell (1933)
- Annie del Klondike (Klondike Annie), regia di Raoul Walsh (1936)
- Broadway Serenade, regia di Robert Z. Leonard (1939)
- Il grande McGinty (The Great McGinty), regia di Preston Sturges (1940)
- I dimenticati (Sullivan's Travels), regia di Preston Sturges (1941)
- Ritrovarsi (The Palm Beach Story), regia di Preston Sturges (1942)
- L'ombra del passato (Murder, My Sweet), regia di Edward Dmytryk (1944)
- Il grande botto (The Big Noise), regia di Malcolm St. Clair (1944)
- La fine della signora Wallace (The Great Flamarion), regia di Anthony Mann (1945)
- Detour - Deviazione per l'inferno (Detour), regia di Edgar G. Ulmer (1945)
- Una lettera per Eva (A Letter for Evie), regia di Jules Dassin (1946)
- Dick Tracy contro Cueball (Dick Tracy vs. Cueball), regia di Gordon Douglas (1946)
- Perfido inganno (Born to Kill), regia di Robert Wise (1947)
- Il grande campione (Champion), regia di Mark Robson (1949)
- L'indiavolata pistolera (The Beautiful Blonde from Bashful Bend), regia di Preston Sturges (1949)
- Inferno di fuoco (Hellfire), regia di R.G. Springsteen (1949)